# Wilho Laine
Isak Wilho Laine (tidigare Kivelä), född 5 juli 1875 i Kjulo, död 21 maj 1918 i Tavastehus, var en finländsk politiker och journalist som var en av de första riksdagsledamöterna i Finland. Laine var lantdagsledamot för socialdemokraterna (SDP) 1907–1908 och 1910–1914. Han var snickare till yrket. Laine var en av de mest betydelsefulla personerna i Björneborgsregionens arbetarrörelse i skiftet mellan 1800- och 1900-talet. Han gick med i Björneborgs arbetarförening redan när den var borgerlig och var senare aktiv i överförandet av föreningen i händerna på arbetarklassen. Laine startade också verksamheten i bland annat Satakundas socialdemokratiska distriktsorganisation.

## Liv och karriär

### Tidiga år och lantdagen
Laines föräldrar var torparen vid Kjuloholms herrgård Isak Johaninpoika Kivelä (1846–1924) och Sofia Johansdotter Ritamäki (1848–1920) född i Järilä i Kumo. Efter folkskolan arbetade Laine från 1891 i Björneborg som tunnbindare och snickare. 1895 lyckades han bli medlem i den då von Wrightskt borgerliga Björneborgs arbetareförening tillsammans med Gustaf Manninen och Gustaf Emil Inberg. När Yrjö Mäkelin tre år senare flyttat till Björneborg tog de över föreningen. För ändamålet bildade Laine och Mäkelin ett hemligt sällskap kallat "Luuta" (kvast) inom föreningen, vilken med tjugo medlemmar man framgångsrikt övertog styret våren 1903.
Laine grundade Björneborgs träarbetares fackförening och Björneborgs byggnadsarbetareförening. 1905 startade Laine verksamheten i den socialdemokratiska distriktsorganisationen s norra valkrets. Han var organisationens distriktssekreterare i 13 år fram till sin död. 1906 var Laine med och grundade dagstidningen Sosialidemokraatti och bildade dess första redaktion tillsammans med Eetu Salin och Jussi Rainio. Han valdes in i riksdagen för Åbo läns norra valkrets i riksdagsvalet 1907 och för ytterligare mandatperioder 1910, 1911 och 1913. Laine var även ledamot av SDP:s partiråd och var ledamot i Björneborgs kommunfullmäktige. Efter åren som riksdagsledamot fortsatte Laine att arbeta som journalist, och han fortsatte att sitta i den socialdemokratiska stadsdelsnämnden.

### Inbördeskriget och döden
Efter ryska februarirevolutionen 1917 valdes han in i Björneborgs arbetarråds styrelse. Laine fördömde våldet som bröt ut hösten efter redan i augusti, liksom de övriga ledarna i stadsdelsnämnden, som Jussi Rainio, Oskari Leivo och Fanny Ahlfors. Under inbördeskriget deltog Laine inte i upproret, utan fortsatte att arbeta som journalist och med förtroendeuppdrag. Under bara några dagar fanns han på lönelistan för Björneborgs röda gardes ekonomiska avdelning. Laines hustru Hilma var däremot ledamot av Björneborgs revolutionsdomstol.
Paret Laine gav sig iväg den 11 april 1918, liksom tusentals andra röda på västkusten, på väg österut, där de så småningom tillfångatogs av tyskarna i Hollola den 3 maj. Efter detta är Laines öde osäkert. Enligt den finska databasen krigsdöda i Finland 1914–1922 avrättades han i Tavastehus fångläger, men tidpunkten för hans död nämns inte. Enligt andra uppgifter skulle Laine ha dött i Tavastehus fångläger eller i Tavastehus fängelse den 21 maj. Enligt en minnesskrift utgiven av Björneborgsregionens röda garde 1920, tvingades han marschera 40 kilometer från Hollola till Tavastehus, och under löpmarschen skulle Laines dåliga hälsa ha svikit honom.
Enligt minnesskriften togs den allvarligt sjuke Laine för att transporteras från Tavastehus fångläger till Suomen kasarmit (sv. finska kasernerna) i centrala Tavastehus den 21 maj, men han försvann under transporten och begravdes troligen någonstans. Enligt ögonvittnesuppgifter i minnesskriften skulle Laine fortfarande ha varit i livet när han grävdes ner. Laine dödförklarades genom beslut av Björneborgs hovrätt först 1971.

## Familj
Laines hustru, Hilma Nousio, var född i en fattig torparfamilj i Torbonäs i Björneborgs landsbygdskommun. De ingick ett informellt så kallat samvetsäktenskap 1909. Paret fick tre barn. Hilma Laine var också aktivt engagerad i den socialdemokratiska arbetarrörelsen. Efter inbördeskriget hade hon en lång karriär inom kommunpolitiken som ledamot i Björneborgs kommunfullmäktige.